# アクアスロン
アクアスロン (英: aquathlon) は、水泳と長距離走を続けて行う競技である。

## 概要
トライアスロンは水泳、自転車ロードレース、長距離走を続けて行う競技であるが、そのうち自転車ロードレースを除いたものがアクアスロンである。トライアスロンに用いる競技用自転車は比較的高価であるが、そういった高価な機材を揃えなくても行えるという点で、競技を始めるためのハードルが低いと言える。似たような競技にデュアスロンがあるが、こちらはトライアスロンから水泳を除いた2競技で行われる。
ワールドトライアスロンのワールドチャンピオンシップでは、ラン2.5km - スイム1km - ラン2.5kmで行われる。水温が22℃以下の場合は、スイム1km - ラン5kmに変更される。
一般の大会では必ずしもこの距離で行われるわけではない。原則として日本での市民大会は、最初のランを行わずにスイム-ランという形で行う。
| 大会名                                       | 都道府県 | 開催月 | 距離 | 定員             | 備考 |
| -------------------------------------------- | -------- | ------ | --- | ---------------- | ---- |
| 南熱海アクアスロン長浜                       | 静岡     | 5月    | 0.5km + 5km 1.5km + 10km                                                                                                |                  |      |
| 大阪せんなんアクアスロン                     | 大阪     | 6月    | 0.5km + 5km 1.5km + 10km                                                                                                | 150人            |      |
| 南房総アクアスロン岩井                       | 千葉     | 6月    | 0.5km + 5km 1.5km + 10km                                                                                                | 150人            |      |
| アクアスロン・スプラッシュ＆ダッシュin小野浦 | 愛知     | 6月    | 0.5km + 3km 1km + 5km                                                                                                   | 100人            |      |
| アクアスロンくらはし                         | 広島     | 7月    | 1.2km + 8km 2.4km + 20km                                                                                                | 100人            |      |
| いごっそうアクアスロン                       | 高知     | 7月    | 1.5km + 10km | 200人            |      |
| SWIMRUNin多伎                                | 島根     | 8月    | 1.2km + 10km 2.4km + 21km                                                                                               | 600人            |      |
| 横浜・海の公園アクアスロン                   | 神奈川   | 8月    | 0.75km + 5km 1.5km + 10km                                                                                               | 350人            |      |
| お台場合衆国アクアスロン                     | 東京     | 8月    | 0.5km + 2.5km 1.5km + 2.5km                                                                                             | 350人            |      |
| ATCカップ                                    | 埼玉     | 8月    | 1.5km + 30km | 120人            |      |
| アクアスロンinラグーナビーチ                 | 愛知     | 8月    | 0.75km + 5km | 100人            |      |
| 神津島アクアスロン                           | 東京     | 8月    | 0.75km + 5km 1.5km + 10km                                                                                               | 100人            |      |
| 潮芦屋アクアスロン・兵庫県アクアスロン選手権 | 兵庫     | 8月    | 0.5km + 5km 1km + 10km                                                                                                  | 100人 180人      |      |
| 小金井アクアスロン大会                       | 東京     | 8月    | Ａタイプ(スイム400m、ラン3km)小学生以上 Ｂタイプ(スイム200m、ラン2km)小学生以上 Ｃタイプ(スイム100m、ラン1km)小学生のみ | 200名            |      |
| 千葉市海浜アクアスロン                       | 千葉     | 9月    | 0.6km + 5km | 300人            |      |
| 千葉・富津海浜公園アクアスロン               | 千葉     | 9月    | 0.75km + 5km 1.5km + 10km                                                                                               | 300人            |      |
| 愛知・南知多アクアスロン                     | 愛知     | 9月    | 0.5km + 5km 1.5km + 10km                                                                                                | 200人 100人      |      |
| 熱海・サンビーチアクアスロン大会             | 静岡     | 9月    | 0.75km + 5km 1.5km + 10km                                                                                               | 250人            |      |
| 橿原キッズチャレンジアクアスロン             | 奈良     | 9月    | 小学1,2年 S100m R1.1km 小学3,4,5,6年 S200m R1.6km その他親子競技あり                                                    | 100人 200人 40人 |      |
| 南房総・きょなんアクアスロン                 | 千葉     | 10月   | 0.5km + 3km 1.5km + 10km                                                                                                | 100人 200人      |      |
| こしき島アクアスロン                         | 鹿児島   | 10月   | 1km + 12km 2km + 20km                                                                                                   | 150人            |      |
| 大磯・照ヶ崎海岸アクアスロン                 | 神奈川   | 10月   | 0.75km + 5km 1.5km + 10km                                                                                               | 250人            |      |
| 東山アクアスロン                             | 福井     | 10月   | 0.35km + 6.2km 1.05km + 13.4km                                                                                          | 300人            |      |
| 館山アクアスロン JAPAN CUP                   | 千葉     | 11月   | 0.75km + 5km 1.5km + 10km                                                                                               | 300人            |      |

その他、距離の短い小規模なアクアスロンの大会が全国各地で多数行われている。